# Ruisseau de Taraffet
Le ruisseau de Taraffet, appelé ruisseau de Chareire dans sa partie amont, est un ruisseau français du département du Puy-de-Dôme, affluent de la Tarentaine et sous-affluent de la Dordogne par la Rhue.

## Géographie
Le ruisseau de Chareire prend sa source vers 1 770 m d'altitude dans le Massif central, en Auvergne-Rhône-Alpes, sur la commune de Chambon-sur-Lac, dans les monts Dore, sur les flancs ouest du puy de la Perdrix et sud du puy Ferrand, au cœur du parc naturel régional des Volcans d'Auvergne. Il passe sous la route départementale (RD) 149. Après le village de Chareire, il prend le nom de ruisseau de Taraffet. Il passe à nouveau sous la RD 149 au nord du village de Picherande, puis sous la RD 203.
Il rejoint la Tarentaine en rive gauche, vers 985 m d'altitude, près d'un kilomètre au sud-est du village de Saint-Donat, au nord de la cascade du Gouffre de Pierrot.
L'ensemble ruisseau de Chareire-ruisseau de Taraffet est long de 13,5 km, 

### Affluents
Le ruisseau de Taraffet a deux minces affluents sans nom répertoriés par le Sandre.

### Communes traversées
À l'intérieur du département du Puy-de-Dôme, le ruisseau de Taraffet arrose quatre communes, soit d'amont vers l'aval :
- Chambon-sur-Lac (source),
- Chastreix,
- Picherande,
- Saint-Donat (confluence avec la Tarentaine).

## Galerie de photos

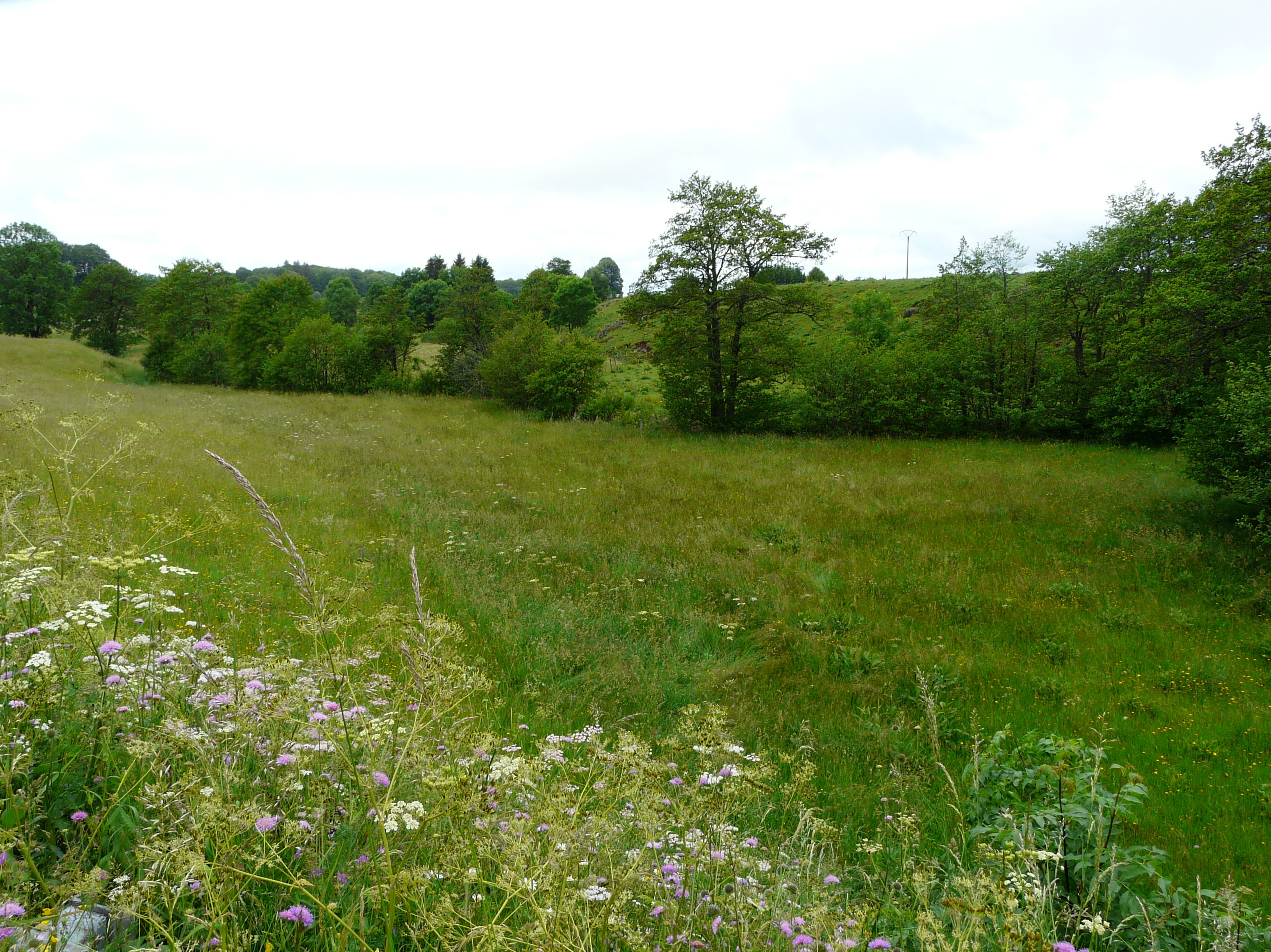
La vallée du Taraffet au nord du village de Picherande.
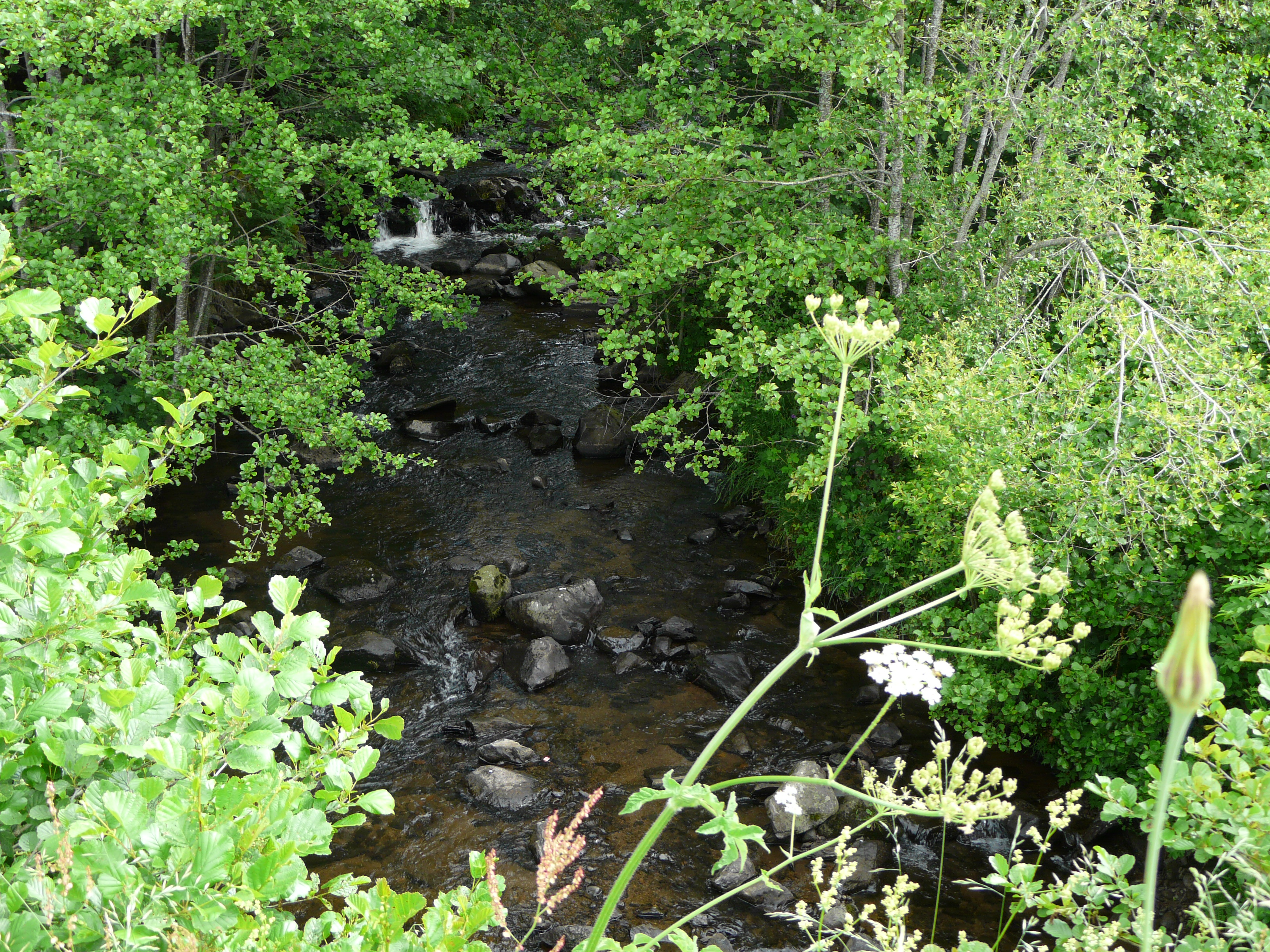
Au niveau de la route départementale 203.